# Zákonodárná moc
Zákonodárná moc (latinsky potestas legislativa) je oprávnění vydávat zákony. V moderní teorii státu je vedle moci výkonné a soudní jednou z nezávislých větví státní moci, svěřená zákonodárnému sboru (parlamentu).
Zákonodárce je orgánem, který vykonává zákonodárnou moc. V České republice je to Parlament, skládající se ze dvou komor - Poslanecké sněmovny a Senátu. V jiném možném významu jde o člověka, který je součástí tohoto subjektu, tedy například poslance nebo senátora.
Z hlediska možných oblastí právní úpravy není zákonodárce ničím omezen, může tedy normovat kteroukoli oblast společenských vztahů, aniž by k tomu potřeboval zvláštní zmocnění.[zdroj⁠?!] Ale samotné oprávnění upravovat prostřednictvím zákonů různé oblasti společenských vztahů zvláštní zmocnění potřebuje, to je obsaženo v ústavě. Díky tomu pak může dojít k tomu, že zákon nebo některé jeho ustanovení odporuje ústavnímu řádu a v takovém případě tento zákon nebo jeho část může zrušit Ústavní soud.
Předmět činnosti zákonodárce může být navíc v souvislosti s využitím historické metody interpretace práva podroben kritické analýze. Tehdy se z důvodu přesnější aplikace práva zkoumá, jaký byl úmysl zákonodárce při přijímání daného zákona, a vychází se zejména z důvodové zprávy ke schválenému zákonu, případně též ze záznamu průběhu rozpravy v parlamentu.

## Dělba moci
Podle principu dělby moci (Montesquieu) má být zákonodárná moc oddělena od moci výkonné a soudní, aby se zmenšilo nebezpečí zneužití politické moci. V moderních státech je tato moc obvykle svěřena volenému parlamentu, v parlamentních systémech ve spolupráci s vládou, v prezidentských systémech s prezidentem. Ústavnost právního řádu v mnoha zemích navíc kontrolují ústavní soudy.

## Zákonodárný proces
Návrhy nových zákonů i změn v platných zákonech připravuje v parlamentních systémech vláda a její odborný orgán, v České republice Legislativní rada vlády, mohou je však podávat také poslanci jako poslaneckou iniciativu. V tomto případě se poslanecký návrh předkládá vládě a s jejím vyjádřením poslanecké sněmovně parlamentu. Součástí projednávání ve vládě je i připomínkové řízení, vyžádání stanovisek ministerstev a dalších státních orgánů a jejich vypořádání. Kromě poslanců může takový návrh podat i Senát nebo zastupitelstvo kraje.
Návrh zákona musí splňovat řadu podmínek, například odhad dopadů na státní rozpočet, na životní prostředí (EIA), případně na občany z hlediska byrokratické zátěže. Sněmovna nejprve v prvním čtení rozhodne o tom, zda bude návrh odmítnut anebo dále projednáván. V tomto případě jej zároveň přidělí jednomu nebo několika parlamentním výborům podle jejich odbornosti. Po projednání ve výborech, které určí zpravodaje, návrh případně pozmění a vypracují doporučení pro plénum sněmovny, může být projednávání návrhu (předlohy) zákona zařazeno na program jednání sněmovny.
Ve druhém čtení sněmovna hlasuje o pozměňovacích návrzích poslanců a nakonec o výsledné předloze. Během projednávání ve výborech i během druhého čtení se mohou uplatnit návrhy a námitky různých zájmových a odborných skupin, pokud je někdo z poslanců přijme za své a přednese. Významnější návrhy zákonů bývají v této fázi také předmětem politických jednání mezi různými stranami, při nichž se vláda snaží vyjednat potřebnou podporu, často za cenu jistých ústupků a kompromisů.
Pokud je návrh schválen, má Senát lhůtu, do kdy si může vyžádat, že bude zákon také projednávat. Pokud to učiní (což je v České republice spíše pravidlem), svěří Senát předlohu k projednání příslušným výborům a s jejich stanoviskem zařadí na jednání pléna. V Česku Senát nemůže předlohu měnit, může ji však s návrhy změn odmítnout a vrátit Sněmovně. Sněmovna může odmítnutí Senátem přehlasovat, pro zákon však musí v tomto případě hlasovat nadpoloviční většina všech poslanců. Předloha schválená Sněmovnou případně i Senátem potřebuje ještě podpis (schválení) prezidenta republiky. Pokud ji prezident odmítne, může Sněmovna jeho veto přehlasovat opět nadpoloviční většinou všech poslanců.
Schválený zákon s podpisem je pak zveřejněn ve Sbírce zákonů a nařízení, čímž vstupuje v platnost. Datum jeho účinnosti, tj. skutečného uplatňování, bývá v zákoně výslovně stanoveno, ve výjimečných případech nabývá účinnosti dnem vyhlášení.

## Ústavní soudnictví
Pokud vznikne pochybnost, zda zákon není v rozporu s ústavou, mohou poslanci, senátoři nebo prezident republiky podat návrh na jeho zrušení k Ústavnímu soudu. Ústavní soud může návrh buďto zamítnout, nebo zákon, případně jen jeho protiústavní ustanovení, zrušit.